# Жёлтый соевый соус
Жёлтый со́евый со́ус (кит. трад. 黃醬油, упр. 黄酱油, пиньинь Huáng jiàngyóu, палл. хуан цзянъю, яп. 黄色の醤油 ки:ро но сё:ю; кор. 노란색 간장 норансэк канджа́нъ; вьетн. Nước tương vàng, ныок тыонг ванг) — густая паста, изготовляемая из солёных ферментированных жёлтых соевых бобов, истолчённых с мукой и сахаром. Представляет собой пасту коричневого цвета с пряным запахом. Иногда называется коричневым соевым соусом. Слово «жёлтый» в названии он получил благодаря цвету бобов сои, используемых при приготовлении. За счёт натурального брожения соевого белка обладает ярким вкусом. В кулинарии обычно используется для того, чтобы оттенить вкус основного компонента определённого блюда. Популярен в Китае, его используют в качестве маринада при приготовлении мяса, птицы, рыбы и овощей. Это обязательный ингредиент утки по-пекински и других традиционных блюд китайской кухни. Жёлтый бобовый соус также служит основой для изготовления многих известных соусов китайской кухни, таких как хойсин, острый сычуаньский тобанджан и гуйлиньский соус чили.